# Crinitz
Crinitz is een gemeente in de Duitse deelstaat Brandenburg, en maakt deel uit van het Landkreis Elbe-Elster.
Crinitz telt 1.169 inwoners.